# Elizabeth Beisel
Elizabeth Beisel (n. 18 august 1992, Saunderstown⁠(d), Comitatul Washington, Rhode Island, Rhode Island, SUA) este o înotătoare americană, medaliată olimpică. A participat la 3 ediții ale Jocurilor Olimpice (2008, 2012, 2016) în care a câștigat două medalii de argint și o medalie de bronz.